# Longfor Group
Longfor Group Holdings Limited (ранее известна как Longfor Properties Company Limited) — инвестиционная холдинговая компания, один из крупнейших частных операторов недвижимости Китая, входит в число пятидесяти крупнейших компаний страны. Основана в 1993 году, с 2009 года котируется на Гонконгской фондовой бирже, официально зарегистрирована на Каймановых островах, операционные штаб-квартиры расположены в Пекине и Гонконге. 
Longfor Group Holdings специализируется на развитии и управлении офисной, жилой и торговой недвижимостью, а также на инвестициях в недвижимость, долгосрочной аренде квартир и уходе за пожилыми. По состоянию на 2019 год выручка Longfor Group Holdings составляла 17,3 млрд долл., прибыль — 2,4 млрд долл., активы — 73,8 млрд долл., рыночная стоимость — 21,3 млрд долл., в компании работало 27 тыс. сотрудников. Longfor Group имела свыше 770 строительных проектов в более чем 50 китайских городах общей площадью 94 млн квадратных метров.

## История
В 1993 году У Яцзунь и её муж Цай Куй основали в Чунцине компанию Jiachen Economic and Cultural Development Co., предшественницу Longfor Group (в 2012 году супруги официально развелись и Цай Куй покинул компанию). В 1997 году компания начала строить в Чунцине свой первый жилой комплекс Longfor Garden Nanyuan. В 1998 году компания Chongqing Longhu Properties получила международный сертификат качества ISO 9001.
В 2002 году в Чунцине началось строительство первого торгового центра компании — North Paradise Walk. В 2005 году компания вышла за пределы Чунцина и начала реализовывать проект King Land в Чэнду. В 2006 году в Чунцине началось строительство первого офисного комплекса компании — West Paradise Walk. В 2007 году дочерняя компания Beijing Longhu Properties вышла на рынок Пекина с проектами Beijing Rose и Ginkgo Villa. В 2008 году группа сменила название на Longfor, адаптировав торговую марку под английское написание. В этом же году годовые продажи впервые превысили 10 млрд юаней и компания вышла на рынок Шанхая с проектами Shanghai Rose и Ginkgo Villa. 
В 2009 году Longfor Group Holdings Limited вышла на Гонконгскую фондовую биржу и запустила три бренда торговых центров (Paradise Walk, Starry Street и MOCO), в 2010 году акции Longfor Group были включены в состав MSCI China Index. В 2015 году продажи компании превысили 50 млрд юаней. В 2017 году торговые центры компании Longfor Group посетили свыше 300 млн человек. В 2018 году 30 торговых центров компании посетили более 400 млн человек.

## Акционеры
Контрольный пакет акций Longfor Group (45 %) принадлежит соучредителю и руководителю компании У Яцзунь (является одной из богатейших женщин Китая, по состоянию на ноябрь 2019 года её активы оценивались в 12,2 млрд долларов). Другими значительными акционерами Longfor Group являются семья Цай Куя (23,4 %), Питер У (5,86 %), Capital Research & Management (2,74 %) и The Vanguard Group (1,1 %).

## Крупнейшие активы
Торговые центры Longfor Group работают под брендами Paradise Walk, Starry Street и MOCO. Основные активы Longfor Group (высотные жилые и офисные комплексы, большие торговые центры, коттеджные посёлки) расположены в городах Чунцин (Longfor Garden Nayuan, Chongqing Paradise Walk, North Paradise Walk, West Paradise Walk, Chongqing Crystal Castle, Fragrant Villa), Чэнду (King Land, North Paradise Walk, Time Paradise Walk, Three Thousand Mall), Пекин (Changying Paradise Walk, Chang'an Paradise Walk, Fangshan Paradise Walk, Fangshan Xiyue Paradise Walk, Daxing Paradise Walk, Lize Paradise Walk, Beijing Rose, Ginkgo Villa), Шанхай (Hongqiao Paradise Walk, Shanghai Rose, Ginkgo Villa), Яньтай (Yantai Banyan Bay), Сиань (Daxing Starry Street), Сучжоу (Time Paradise Walk), Тяньцзинь, Ухань, Шэньчжэнь, Чанчжоу, Ханчжоу, Нанкин, Циндао, Шэньян, Далянь и Уси.

## Дочерние компании
Крупнейшими структурными подразделениями Longfor Group являются Goyoo Apartments (долгосрочная аренда квартир), Easywork (коворкинговый бизнес), Longfor Smart Service (обслуживание квартир и магазинов), Chongqing Xinlonghu Property Service (управление недвижимостью), Chongqing Longhu Development (проекты в Чунцине), Beijing Longhu Properties и Beijing Huicheng Investment (проекты в Пекине), Longfor Property Management School (обучение персонала) и Longfor Learning Center (обучение персонала).
- Chang'an Paradise Walk (Пекин)
- Fangshan Paradise Walk (Пекин)
- Changying Paradise Walk (Пекин)
- Daxing Paradise Walk (Пекин)
- Longfor Guangnian (Чунцин)
- Lize Paradise Walk (Пекин)